# Hans-Georg Schwarzenbeck
Hans-Georg Schwarzenbeck (Munique, 3 de abril de 1948) é um ex-futebolista alemão que atuava como zagueiro.

## Carreira
Schwarzenbeck jogou na Bundesliga de 1966 a 1979, atuando em 416 partidas como zagueiro pelo Bayern de Munique. O defensor conquistou seis campeonatos alemães, três Copas da Alemanha, uma Recopa Europeia e três Liga dos Campeões da UEFA.
Representou a Seleção Alemã entre 1971 e 1978, tendo atuado em 44 partidas. Seu maior sucesso foi a conquista da Copa do Mundo de 1974. Ele também ajudou a equipe na conquista da Eurocopa de 1972.

## Títulos
Bayern Munique
- Recopa Europeia: 1967
- Copa da Alemanha: 1967, 1969 e 1971
- Campeonato Alemão: 1968–69, 1971–72, 1972–73, 1973–74, 1979–80 e 1980–81
- Liga dos Campeões da UEFA: 1973–74, 1974–75 e 1975–76
- Taça Intercontinental: 1976

Seleção Alemã
- Eurocopa: 1972
- Copa do Mundo FIFA: 1974